# 고노스촌 (이시카와현)
고노스촌(鵠巣村)은 이시카와현 후게시군에 설치되었던 촌이다. 현재의 와지마시에 해당한다.